# تعمية بمفتاح مشترك

في التعمية بالمفتاح المُشترَك يُستعمل المفتاح نفسه في إنجاز التعمية وفي فكها

التعمية بمفتاح مُشترَك (بالإنجليزية: Shared-key Encryption) وتُسمى أيضاً التعمية المتناظرة (بالإنجليزية: Symmetric-key encryption) أو التعمية مُفرَدة المفتاح (بالإنجليزية: single-key Encryption) هي عائلة من خوارزميات التعمية تتشابه في أنها تستعمل مفتاحاً واحداً لتعمية النص الواضح وجعله معمى في مُرسِل البيانات، ولفك تعميته في مستقبلها واستعادة النص الواضح مجدداً. يعامل المفتاح معاملة السر المشترك في طرفي الاتصال.
يتطلب استعمال التعمية بالمفتاح المُشترَك أن يملك الطرفان المفتاح المشترك قبل بدء العملية، ويتضمن هذا أن يحصلا عليه بطريقة آمنة تبقيه سراً. هذا المُتطلَّب هو أحد الجوانب السلبية لاستعمال هذه الخوارزميات هذه العائلة مقارنة مع خوارزميات التعمية بمفتاح عام.
فيما خلا لوحات المرة الواحدة، فإن المفاتيح المستعملة في هذا النوع من التعمية تكون أصغر حجماً مقارنة بتلك المستعملة في التعمية بمفتاح عام، وهذا يعني أنها تحتاج مساحة أقل للتخزين ويمكن إرسالها بسرعة أكبر. لهذه الأسباب مجتمعة، يستعمل طرفا اتصال خوارزميات تعمية غير متناظرة أولاً لتبادل مفتاح مشترك سيستعمل في التعمية المتناظرة، وهذا يضمن وصول المفتاح المشترك لطرفي الاتصال بطريقة آمنة، ثم يمكن بعدها للطرفين أن يوقفا عمل خوارزميات التعمية غير المتناظرة ويستعملا المفتاح المُشترك في تعمية الرسائل وفك تعميتها.

## الأنواع
تنقسم تطبيقات التعمية بالمفتاح المُشترك إلى نوعين: مُعَمِّيات التدفق ومُعَمِّيات الفِدر.
تُعمِّي معميات التدفق أرقاماً، حجمها بايت واحد عادةً، أو حروفاً، كما هو الحال في
تعمية بالإعاضة، لكن المُعَمِّيات بالإعاضة يمكن استخراج مُعمَّاها بسهولة بدراسة دوران الحروف. أما مُعمِّيات الفِدر فتعمِّي مجموعة من البتات التي تُجمع بعضها إلى بعض لتشكل وحدة مفردة لها مقاس مُحدَّد تُسمَّى فِدرة، ويكون طول خرج مُعمِّي الفِدر من مضاعفات هذا المقاس. معيار التعمية المتقدم هو مثال عن معم فدر.

## الأمن
تعرضت المُعمِّيات التي تعتمد المفتاح المشترك لانتقادات تاريخياً لكونها عرضة لهجمات مثل هجوم النص الواضح المختار وهجوم النص الواضح المعروف ولاستخراج المعمى خطياً وتفاضلياً. يمكن تحسين مقاومة الهجمات بزيادة طول المفتاح أو عدد دورات التعمية. ولكن يؤدي هذا إلى الحاجة لاستهلاك المزيد من الطاقة وإلى جعل عملية التعمية أبطأ.
تبدي معظم خوارزمية التعمية بالمفتاح المشترَك مناعة في مواجهة الحوسبة الكمومية. يمكن أن تخفِّض أسياً الحوسبة الكمومية الزمن اللازم لاستخراج مُعمَّى هذه المُعمِّيات. مثلا تحتاج خوارزمية غروفر لاستخراج مُعمَّى بمفتاح مشترك زمناً قدره الجذر التربيعي للزمن الذي تحتاجه هجوم القوة العمياء لإنجاز الاستخراج نفسه، ولكن يُمكن تحصين خوارزمية التعمية من نقطة الضعف هذه بمضاعفة طول المفتاح.
لن يكون مُعمِّي يعمل بمعيار التعمية المتقدِّم آمنا لو استعمل مفتاحاً بطول 128 بتاً. لأن الحوسبة الكومية تُخفِّض الزمن اللازم لتجربة المفاتيح كلها من 1019 سنة تحتاجها الحوسبة التقليدية إلى 6 أشهر فقط. ولكن الحوسبة الكمومية نفسها ستحتاج 1019 سنة لو كان طول المفتاح 256 بتاً. لهذا تُوصف التعمية بالمفتاح المشترك الذي يبلغ طوله 256 بتاً أو أكثر بأنها منيعة في مواجهة الحوسبة الكومية.